# Katrga
Katrga (cyr. Катрга) – wieś w Serbii, w okręgu morawickim, w mieście Čačak. W 2011 roku liczyła 877 mieszkańców.